# Koolhoven F.K.57
De Koolhoven F.K.57 was een, in 1938 gebouwd, Nederlands zakenvliegtuig ontworpen voor de directeur van Royal Dutch Shell door Frits Koolhoven. De registratie was PH-KOK naar zijn belangrijkste gebruiker J.E.F. de Kok.
Het ontwerp van de F.K.57 was bedoeld om met hoge snelheid (260 km/u) een grote afstand af te kunnen leggen. Koolhoven koos voor een ontwerp van een tweemotorige toestel voor totaal 4 personen (inclusief bemanning). Het toestel had gull-wing (geknikte) vleugels en was geheel geconstrueerd van hout. Het landingsgestel had een staartwielconfiguratie met de twee hoofdwielen onder beide motorgondels. De twee Gipsy luchtgekoelde zescilinder lijnmotoren waren uitgerust met constant-speed propellers.
Het zakenvliegtuig was voor zijn tijd luxueus uitgevoerd met een koelkast en een toilet. Er waren twee rijen met twee stoelen. De voorste twee stoelen waren uitgevoerd met dubbele besturing. De achterste met klaptafels.

## Historie
Op 22 september 1938 vertrok de F.K.57 met aan boord Shell directeur de Kok vanaf vliegveld Ypenburg naar Nederlands-Indië. Na tussenstops in Brindisi en Baghdad kwam het vliegtuig op 24 september aan in Karachi. Een tocht van in totaal 7377 km. Nadat over de boordradio verontrustende berichten binnenkwamen over de gespannen politieke situatie in Europa, besloot men terug te keren naar Nederland. Hierna heeft de PH-KOK  nog een aantal jaren gevlogen binnen Europa. Het toestel is verloren gegaan op vliegveld Ypenburg tijdens de oorlogshandelingen in de meidagen van 1940.